# إدوارد كريبسباخ
كان إدوارد كريبسباخ (8 أغسطس 1894 - 28 مايو 1947) طبيبًا ألمانيًا سابقًا وطبيب شوتزشتافل في معسكر الاعتقال النازي في ماوتهاوزن من يوليو 1941 إلى أغسطس 1943. تم إعدامه بسبب جرائم ضد الإنسانية ارتكبت في معسكر ماوتهاوزن.

## مهنة معسكر الاعتقال
في خريف عام 1941، أصبح كريبسباخ Standortarzt (طبيب حامية) من محتشد Mauthausen، مكلفًا بالإشراف على الرعاية الطبية وجميع العاملين الطبيين في المعسكر. كان مسؤولًا عن الشروع في القتل الجماعي عن طريق الحقن القاتلة في القلب على السجناء المعاقين والمرضى. تحت إشرافه قُتل حوالي 900 سجين روسي، وبولندي وتشيكي عن طريق الحقن القاتلة من البنزين. وبسبب هذا لقبه السجناء «دكتور Spritzbach» (دكتور الحقن). كان كريبسباخ مسؤولًا أيضًا عن بناء غرفة غاز في قبو المستشفى في مخيم ماوتهاوزن.

كشف كريبسباخ في كثير من الأحيان السجناء وأجرى عمليات اختيار للإعدام. لقد تذكر نزيل سابق تصرفات كريبسباخ أثناء هذا التفتيش: 
تم نقل كريبسباخ إلى معسكر اعتقال Kaiserwald في لاتفيا خلال خريف عام 1943، حيث يعتقد أنه أطلق النار على جوزيف Breitenfellner في منزله. كان Breitenfellner جنديًا ألمانيًا من لانغنشتاين في إجازة عندما أيقظ هو وأصدقاؤه كريبسباخ من نومه في 22 مايو 1943. هنا قام باختيارات من خلال إجبار السجناء على أداء تمارين بدنية للتحقق من قوتهم ثم تحديد ألفين من الأضعف ليتم قتلهم.
بعد إغلاق المخيم، استأنف كريبسباخ حياته المهنية كـ«مفتش وبائي للاتفيا وإستونيا وليتوانيا». وبعد فترة وجيزة جرى نقله إلى الجيش النظامي كطبيب أركان أقدم، حتى أواخر عام 1944. لكن هذا لم يدم طويلًا، وفي نهاية عام 1944 ترك الجيش وعمل مرة أخرى كطبيب شركة في مصنع الغزل في كاسل.

## محاكمة داخاو لجرائم الحرب

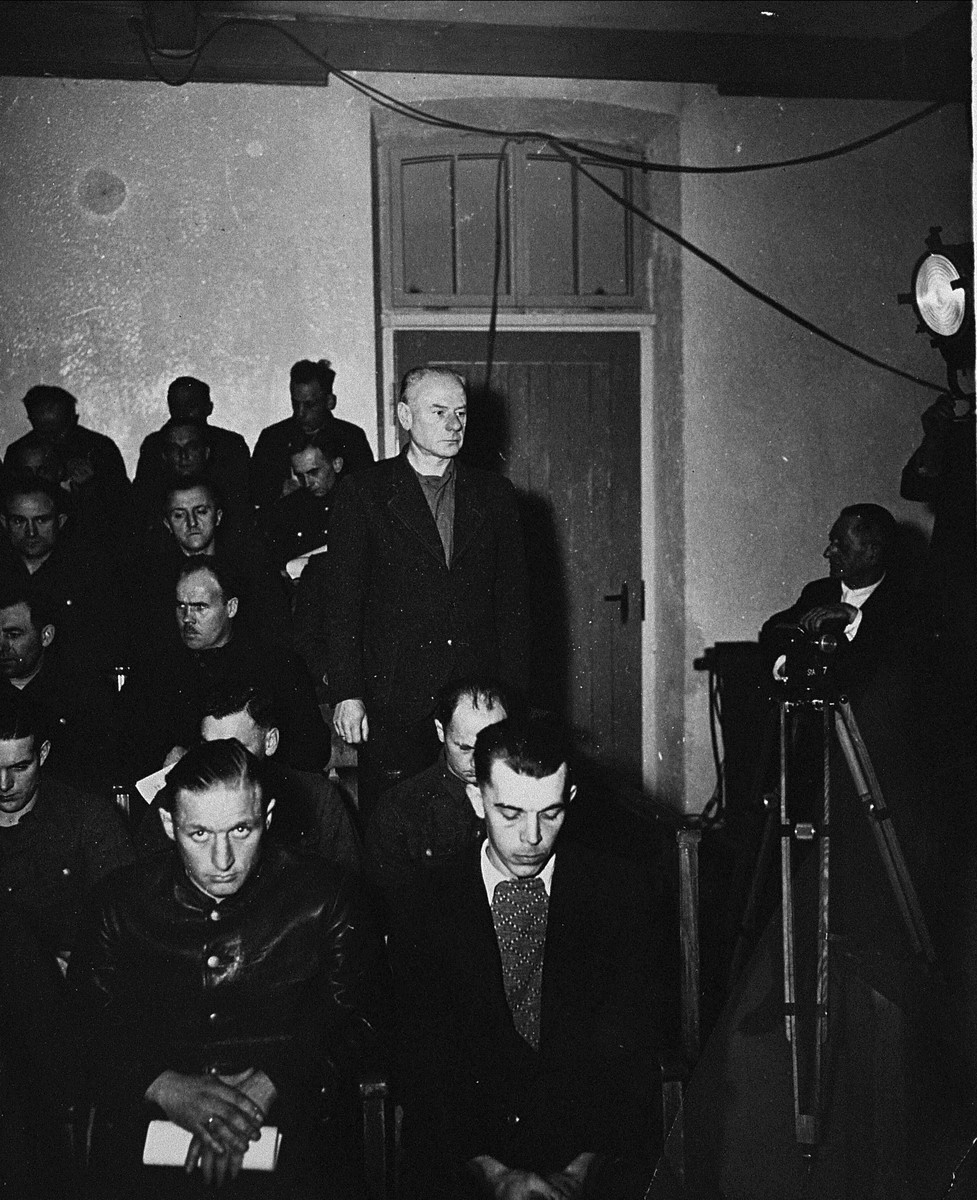
إدوارد كريسباخ في محاكمة ماوتهاوزن.

بعد نهاية الحرب العالمية الثانية، ألقي القبض عليه وحُكم عليه بالإعدام خلال محاكمات داكاو التي أجراها الجيش الأمريكي في 13 مايو 1946 وأعدم شنقًا في 28 مايو 1947 في سجن لاندسبيرج في لاندسبرغ إم لش.
ما يلي هو من سجل المحكمة في محاكمات داخاو (مقتبسة في هانز مارساليك، "Die Geschichte des Konzentrationslagers Mauthausen"، ص.   174):
المدعي: وكيف نفذتم هذا الأمر؟
كريبسباخ: عن طريق قتل السجناء المرضى بشكل لا يمكن علاجه والذين كانوا غير قادرين على العمل إطلاقًا بالغاز. كما قتل البعض بحقن البنزين.
المدعي العام: على حد علمك، كم عدد الأشخاص الذين قتلوا بهذه الطريقة في وجودك؟
كريبسباخ: (لا إجابة)
المدعي: أمرت بقتل غير الصالحين للعيش؟
كريبسباخ: نعم.  لقد أُمرت بقتل أشخاص إذا كنت أرى أنهم عبء على الدولة.
المدّعي: ألم يخطر ببالك أن هؤلاء كانوا بشرًا أو أناسًا لسوء حظهم أن يكونوا نزلاء أو تم إهمالهم؟
كريبسباخ: كلا. الناس مثل الحيوانات. الحيوانات التي تولد مشوهة أو غير قادرة على العيش يتم وضعها عند الولادة. يجب أن يتم ذلك لأسباب إنسانية مع الناس أيضًا. هذا من شأنه أن يمنع الكثير من البؤس والتعاسة.
المدعي: هذا هو رأيك. العالم لا يتفق معك. ألم يخطر ببالك أن قتل الإنسان جريمة مروعة؟
كريبسباخ: لا، لكل دولة الحق في حماية نفسها من الأشخاص غير الاجتماعيين، بمن فيهم غير المناسبين للعيش.
المدّعي: بمعنى آخر، لم يخطر ببالك أن ما كنت تفعله كان جريمة؟

## المؤلفات
- إرنست كلي: Auschwitz, die NS-Medizin und ihre Opfer. 3. Auflage. S. Fischer Verlag, Frankfurt am Main, 1997, (ردمك 3-596-14906-1).
- Ernst Klee: Das Personenlexikon zum Dritten Reich: Wer war was vor und nach 1945. Fischer-Taschenbuch-Verlag, Frankfurt am Main 2007, (ردمك 978-3-596-16048-8).
- Hans Marsalek: Geschichte des Konzentrationslagers Mauthausen. Österreichische Lagergemeinschaft Mauthausen, Wien, 1980.
- Review and Recommendations of the Deputy Judge Advocate for War Crimes: United States of America vs. Hans Altfuldisch et al. - Case No. 000.50.5 Original document Mauthausen war crimes (pdf)[وصلة مكسورة], 30. April 1947, in English.
- Florian Freund: Der Dachauer Mauthausenprozess, in: Dokumentationsarchiv des österreichischen Widerstandes. Jahrbuch 2001, Wien 2001, S. 35–66

## روابط خارجية
- إدوارد كريبسباخ في فهرس مكتبة ألمانيا الوطنية
- ماوتهاوزن ميموريال: طبيب موقع SS الدكتور إدوارد كريبسباخ